# Держсортділянка (Калузька область)
Держсортділянка (рос. Госсортоучасток) — село в Малоярославецькому районі Калузької області Російської Федерації.
Населення становить 141 особу. Входить до складу муніципального утворення Село Спас-Загор'я.

## Історія
Від 2004 року входить до складу муніципального утворення Село Спас-Загор'я.

## Населення
| 2002 | 2010 |
| ---- | ---- |
| 135  | ↗141 |